# بورگرایدن
بورگرایدن (به آلمانی: Burgrieden) یک شهر در آلمان است که در بیبراخ واقع شده‌است. بورگرایدن ۳٬۵۸۶ نفر جمعیت دارد.